# Fadrina nigra
Fadrina nigra is een insect uit de familie van de mierenleeuwen (Myrmeleontidae), die tot de orde netvleugeligen (Neuroptera) behoort. 
Fadrina nigra is voor het eerst wetenschappelijk beschreven door Navás in 1912.